# Sara Rahmeh
Sara Rahmeh (født 4. august 1985 i Tåstrup) er en dansk digter og poetry-slammer med baggrund i Høje Taastrup og Syrien.
Den 22. januar 2021 blev hendes digtsamling Langt væk og lige om hjørnet udgivet på Alpha Forlag, og to år senere fulgte hendes debutroman Blokken. Rahmehs forældre var palæstinensiske flygtninge, der selv var vokset op i Syrien, men kom til Danmark som gæstearbejdere i 1970'erne, og Rahmehs dansk-palæstinensiske baggrund og familiens eksilhistorie er en vigtig grobund for hendes digte.
Benjamin Barfod har lagt musik til Rahmehs spoken word.

## Baggrund og opvækst
Rahmehs bedsteforældre blev under nakbaen i 1948 tvunget til at flygte fra Palæstina til Syrien. De boede derefter i en flygtningelejr i Damaskus, hvor Rahmehs far voksede op. I 1972 kom han til Danmark, hvor han senere stiftede familie og blev far til Sara og hendes søskende. Sara voksede op i Høje Taastrup og gik på Selsmoseskolen. Hun blev i 2004 student fra Roskilde Katedralskole.
Sara Rahmehs lyst til at digte stammer fra hendes bedstemor. Sammen med hende læste hun som barn den palæstinensiske eksildigter Mourid Barghoutis digte. Rahmeh har sagt i et interview med Berlingske, at hun allerede som 12-årig drømte om at være digter og få udgivet sin poesi. I 2017 stillede hun op i en poetry slam-konkurrene, som hun vandt, og det åbnede døren for hende til flere litterære kontakter, samtidig med at hun ernærer sig i et borgerligt job som salgsdirektør.

## Langt væk og lige om hjørnet
I januar 2021 blev Rahmehs debut-digtsamling Langt væk og lige om hjørnet udgivet på Alpha Forlag. Med en anmelders ord var digtenes centrum en ung kvinde med palæstinensiske rødder og rødbedefarvet opvækst. Anmeldelsen i Jyllands-Posten mente, at der var vigtigt stof og gode glimt i Rahmehs debutdigte, men at billedsproget nogle steder var trægt, og at hendes værk var bedst, når det var vredest og mest direkte. I Politiken beskrev anmeldelsen, at debutdigtene havde meget på hjerte, men anmelderen mente samtidig, at digtenes hyldest til det flerkulturelle fungerede mere tamt på skrift end ved Rahmehs sceneoptræden som poetryslammer, hvor hendes performance gav bedre "stemme, rytme og krop til erfaring og sprog".

## Betonhjerter
I 2023 udkom Rahmehs første roman Betonhjerter på Alpha Forlag. Bogens hovedperson er den 17-årige dansk-syriske gymnasieelev Yasmin, som bor i "Blokken". Jyllands-Postens anmelder gav bogen fem ud af seks hjerter. Avisen skrev, at den var en meget vellykket roman om en indvandrerghetto set med en ung kvindes blik og kaldte den en moderne udgave af Tove Ditlevsens Barndommens gade. I Politikens anmeldelse fik romanen fire hjerter, og anmeldelsen konkluderede, "Forfatter og poetry-slammer Sara Rahmeh har fundet sin stemme med ungdomsromanen ’Betonhjerter’".

## Holdninger i offentligheden
Under Gazakrigen i 2023 var Rahmeh medunderskriver af flere opråb fra en række kulturpersoner om krigens lidelser. Det gjaldt således et debatindlæg i Politiken 19. oktober 2023, der blev bragt under overskriften »Vi kan ikke forstå, hvorfor civile skal betale med deres liv og kollektivt straffes i hævn«. Den 3. november 2023 bragte Politiken et opråb underskrevet af Rahmed og 1024 andre dansk-palæstinensere om at sætte en stopper for "det, flere eksperter og senest FN-chefen Craig Mokhiber har kaldt et igangværende folkedrab på palæstinenserne".
I oktober 2024 blev Rahmeh interviewet i Weekendavisen sammen med tre andre dansk-palæstinensere om følelsen af med Gazakrigen at opleve noget, som mindede dem om en genindspilning af al-Nakba i 1948, det største palæstinensiske traume. Rahmeh forklarede til avisen, at hun oplevede det som et tungt ansvar at være palæstinenser og bære på og videregive arven fra sine forældre og bedsteforældres oplevelser som flygtninge.